# Rio Lerma
O rio Lerma é o mais longo dos rios mexicanos, com um comprimento aproximado de 2600 km. O seu curso inicia-se no planalto central do México a uma altitude de 3000 m e termina próximo de Guadalajara, Jalisco, onde desagua no lago de Chapala, a uma altitude de 1510 m. O rio Lerma é famoso pelos seus níveis de poluição, mas nos últimos anos esta situação melhorou consideravelmente, sobretudo devido a vários programas ambientais do governo do México.

## O curso do Lerma
O rio Lerma tem origem nas lagoas de Lerma, próximo de Almaloya del Río, num planalto situado a 2600 m de altitude, cerca de 24 km a sul de Toluca. As lagoas recebem a sua água a partir de nascentes de origem vulcânica que brotam ao longo do Monte de las Cruces.
A partir da sua origem o rio flui para noroeste através do Estado do México. Demarca a curta fronteira entre os estados de Querétaro e Michoacán, continuando num rumo noroeste através de Guanajuato. Curva depois para sul, demarcando a fronteira entre Guanajuato e Michoacán, e depois entre Michoacán e Jalisco, após o que desagua no lago de Chapala.
Alguns consideram o rio Grande de Santiago, que se inicia no lago de Chapala fluindo em direcção a noroeste rumo ao Oceano Pacífico, como a continuação do rio Lerma. Se o lago de Chapala transbordasse, a água em excesso fluiría para o rio Grande de Santiago, mas tal não sucede desde 1977.

## Importância
O rio Lerma não é navegável, mas é indispensável para a irrigação da agricultura regional, bem como para a produção de electricidade em várias barragens ao longo do seu curso. É também uma fonte de abastecimento de água da área metropolitana de Guadalajara.

## Problemas ambientais
A má reputação do rio Lerma relativamente à poluição das suas águas foi parcialmente mitigada por vários programas governamentais. Actualmente encontram-se na bacia do Lerma 44 estações de tratamento de águas, as quais ajudam a diminuir a carga poluente que atinge o rio.
Um outro problema ambiental é a utilização excessiva das águas do Lerma, o que tem provocado a diminuição do nível das águas no lago de Chapala e ameaça os aquíferos na zona do sistema rio Lerma - Lago de Chapala.